# Javier Fernández Quesada
Javier Fernández Quesada (Gran Canaria, 1955 - San Cristóbal de La Laguna, 12 de diciembre de 1977) estudiante canario de biología en la Universidad de La Laguna (ULL) e independentista Canario.
Murió el 12 de diciembre de 1977 a la edad de veintidós años, en las puertas del Paraninfo de la Universidad de La Laguna por disparos de un Guardia Civil durante una protesta estudiantil en apoyo de las reivindicaciones de la huelga general llevada a cabo por los sectores obreros de Transportes Interurbanos de Tenerife (TITSA); del sector tabacalero y del sector del frío (frigorificos) y convocada por la Confederación Canaria de Trabajadores, la ATTyD, el FASOU, la Liga Comunista IV Internacional y el Sindicato Obrero Canario. Según Luis Mardones Sevilla, en esos momentos gobernador civil, no está demostrado que fuera un guardia civil quien efectuó el disparo.
La figura de Javier Fernández Quesada se convirtió en un símbolo tanto del movimiento estudiantil como del movimiento obrero canario, realizándose homenajes las fechas del 1 de mayo y del 12 de diciembre. 
En 2007, y debido al veto a los Presupuestos Generales del Estado aprobado el 10 de diciembre de 2007 en el Senado, la familia del estudiante Javier Fernández Quesada no pudo acceder a las indemnizaciones previstas para las víctimas de la represión después de que fracasaran las dos vías iniciadas por los socialistas para su inclusión en la denominada Ley de Memoria Histórica, ya que la citada ley solo extiende sus beneficios a los fallecidos entre el 1 de enero de 1968 y el 6 de octubre de 1977, lo que de entrada dejó fuera de cobertura al estudiante grancanario, cuyo caso nunca llegó a ser juzgado debido al sobreseimiento de la causa en la jurisdicción militar. Ello significó que, no solo su familia no recibiría una indemnización, sino que tampoco sería reconocida oficialmente como una víctima del franquismo.

## Modificación de la Ley de Memoria Histórica
El 1 de octubre de 2008 el Gobierno confirmó que presentaría un proyecto de ley que modificará las fechas de la Ley de la Memoria Histórica para dar cabida al asesinato de Fernández Quesada. Según publicaba el día anterior el diario La Opinión de Tenerife, el propio presidente, José Luis Rodríguez Zapatero, se interesó por el caso y solicitó que se efectuaran los cambios oportunos para que la muerte del joven grancanario no quedara fuera de las medidas de reparación recogidas por el citado marco normativo.